# Ricardo Ferrando Keun
Ricardo Ferrando Keun (Nueva York, 27 de agosto de 1912 - Temuco, 29 de junio de 2004) fue un profesor, político demócrata-cristiano y diácono católico. 

## Biografía
Nació el 27 de agosto de 1912 en Nueva York, Estados Unidos. Hijo de Alberto Ferrando Rizzi y Herminia Keun Bulano, quienes posteriormente migraron a la Región de la Araucanía, al sur de Chile.
Fue miembro y dirigente de la Asociación Nacional de Estudiantes Católicos (ANEC) en 1927; miembro del Grupo Renovación y de la Sociedad de Protección Mutua de Temuco.
Realizó sus estudios secundarios en el Seminario de Concepción. Luego ingresó a la Universidad de Chile donde se tituló de profesor de Estado en Historia y Geografía y Educación Cívica en 1939 tras presentar la memoria "Desarrollo Demográfico de la Provincia de Cautín". Se casó con Avelina Fuentes Larenas y tuvieron cinco hijos.

### Estudios y vida laboral
Durante sus estudios universitario es electo vicepresidente de la Federación de Estudiantes de la Universidad de Chile (FECh) por el período de un año en 1934. Todavía sin titularse comienza a ejercer la docencia, trabajando como profesor en diversos establecimientos educacionales de Santiago de Chile como el Liceo Nocturno Federico Hansen entre 1934 y 1936; en el Instituto de Humanidades Luis Campino entre 1937 y 1949; en el Liceo Alemán de Santiago; en The Grange School; y en el Colegio San Ignacio. 
Participó en la fundación del Movimiento de la Falange Nacional donde ocupó el cargo de secretario general desde 1941 a 1945. Una vez recibido, fue profesor de la Facultad de Comercio de la Pontificia Universidad Católica de Chile entre 1944 y 1949 y del Liceo de Hombres de Temuco entre 1949 y 1965, donde además, ocupó el cargo de vicerrector y rector entre los años 1964 y 1965. Ligado a su profesión, desarrolló importantes funciones públicas y labores educativas como presidente de la Unión de Profesores de Chile sección Cautín entre 1951 y 1953. 

## Carrera política
Fue electo alcalde de la comuna de Temuco para el período comprendido entre 1956 y 1960, fecha en que asumió como regidor hasta 1963. En 1957 deja la Falange Nacional y se adhiere al Partido Demócrata Cristiano (PDC), resultado de la fusión del Partido Conservador Social Cristiano (PCSC) y otros grupos similares. En 1956, la Universidad de Chile le encarga dirigir un Seminario de Investigación sobre el Desarrollo Económico de la Provincia de Cautín y más adelante trabajó por la implantación del Centro Universitario Regional de la Universidad de Chile en Temuco inaugurado en 1960. También fue miembro de su Consejo Directivo y jefe del Departamento de Educación. 

### Legislatura 1965-1973
En 1965 fue electo senador de la República por la Octava Agrupación Provincial "Biobío, Malleco y Cautín ", período de 1965-1973. Integró la Comisión Permanente de Educación Pública; la de Agricultura y Colonización; la de Economía y Comercio; y la de Obras Públicas. Fue nombrado vicepresidente del Senado entre el 12 de enero de 1971 y el 22 de mayo de 1972. Entre las mociones presentadas que fueron ley de la República, está la Ley N°17.164 de 2 de agosto de 1969, sobre creación Colegio de Técnicos Laborantes de Chile.
Su perfil parlamentario se centró en materias relacionadas con la educación, colegios profesionales, la promoción de los campesinos por medio de la Reforma Agraria, y las propias del desarrollo y adelanto local. Presentó un total de doce mociones de ley, algunas como autor y otras en calidad de coautor, transformándose una de ellas en la Ley N° 17.164, que crea el Colegio de Tecnólogos Médicos de Chile, como una entidad con personalidad jurídica propia y domiciliada en Santiago. Entre las mociones presentadas, se destaca la iniciada junto a su colega de partido Renán Fuentealba, para denominar Pablo Neruda al Liceo de Hombres N° 1 de Temuco. Durante su permanencia en el Senado, realizó dieciséis homenajes, entre ellos al poeta Rubén Darío por el centenario de su nacimiento.

## Actividades Complementarias
Colaboró en la organización y funcionamiento de la Universidad de La Frontera (UFRO) que nace por decreto presidencial del 10 de marzo de 1981 como fusión de los campus regionales de la Universidad de Chile y la Universidad Técnica del Estado. Asimismo, fue asesor de la Dirección de la Universidad de La Frontera de Temuco. Por otra parte, se le nombró director de la Asociación de Ahorro y Préstamo La Frontera.
Una de sus preocupaciones intelectuales más relevantes fue la recopilación de antecedentes vinculados a la historia de la Región de La Araucanía y a la ciudad de Temuco. Sus investigaciones se transformaron en libros, folletos, separatas y otros documentos que aún quedan por rescatar de sus papeles personales.
Falleció en la ciudad de Temuco el 29 de junio de 2004.

Entre las mociones presentadas por Ricardo Ferrando al Senado que fueron Ley de la República, está:
- Ley N°17.164, sobre Creación Colegio de Técnicos Laborantes de Chile.

Después del Golpe de estado del 11 de septiembre de 1973, se dedicó al fomento de la investigación histórica, recopilando antecedentes vinculados a la historia de la Araucanía y a la ciudad de Temuco, donde se radicó de manera definitiva, hasta su fallecimiento en 2004.

## Historia Electoral

### Elecciones parlamentarias de 1965
- Elecciones Parlamentarias de 1965 a Senador por la Octava Agrupación Provincial de Bío-Bío, Malleco y Cautín Período 1965-1973 (Fuente: Dirección del Registro Electoral, Domingo 7 de marzo de 1965)

| Candidato                     | Partido | Votos  | %     | Resultado |
| ----------------------------- | ------- | ------ | ----- | --------- |
| Luis Valdés Larraín           | PCU     | 4.853  | 3,03  |           |
| Joaquín Prieto Concha         | PCU     | 4.038  | 2,52  |           |
| Gustavo Loyola Vásquez        | PCU     | 1.788  | 1,11  |           |
| Juan Widmer Ewertz            | PCU     | 3.082  | 1,92  |           |
| Julio Durán Neumann           | PR      | 23.793 | 14,84 | Senador   |
| Julio Sepulveda Rondanelli    | PR      | 7.532  | 4,69  |           |
| Carlos Montero Schmidt        | DAL     | 1.525  | 0,95  |           |
| Hernán Lavandero Figueroa     | DAL     | 2.214  | 1,38  |           |
| Gonzalo Quinteros Tricot      | DAL     | 357    | 0,2   |           |
| Alejandro Hales Jamarne       | DAL     | 3.604  | 2,25  |           |
| Renán Fuentealba Moena        | PDC     | 45.513 | 28,38 | Senador   |
| José García González          | PDC     | 1.583  | 0,99  | Senador   |
| Ricardo Ferrando Keun         | PDC     | 14.855 | 9,26  | Senador   |
| Jorge Saelzer Balde           | PL      | 3.515  | 2,19  |           |
| Miguel Huerta Muñoz           | PL      | 15.430 | 9,62  |           |
| Luis Fernando Luengo Escalona | PADENA  | 16.380 | 10,2  | Senador   |
| Alfredo Kuncar Uhlmann        | PADENA  | 1.340  | 0,84  |           |
| José Marcos Lamas             | PADENA  | 8.957  | 5,59  |           |